# Eierhal van Nijkerk
De eierhal van Nijkerk is een gemeentelijk monument aan het Molenplein in Nijkerk. De hal is de laatst overgeblevene in de wijde omgeving. De eerste eierhal uit 1913 gebouwd werd brandde af in oktober 1920. De herbouw volgde pas na lange tijd, na discussie over de exacte locatie en verschijningsvorm. In 1922 bedroeg de jaarlijkse omvang van de eierhandel in Nijkerk 536 miljoen eieren. De nieuwe hal was een ontwerp van de Nijkerkse gemeenteopzichter E. Rootselaar. De hal heeft als enige in Nederland een houten dakconstructie.
In 1974 werd het gebouw voor het laatst als eierhal gebruikt. Na de sluiting werd de hal gebruikt voor vele doeleinden, van rommelmarkt, sporthal en concertzaal tot supermarkt. De pakplaatsen, ruimten rondom de hal waar in de vorige eeuw de handelaren eieren inpakten, werden nog gebruikt door bedrijven. 
De eierhal werd in 2014 afgebroken, op een andere plek gerestaureerd en later weer teruggezet. Aan de voorzijde werd daarbij een modern glazen etalagedeel aangebouwd.
In 2015 verscheen het boek Eierhal Nijkerk, sprekend monument. In het boek komt ook grootgrutter Gerard van den Tweel aan het woord, die zelf van 1974 tot 1995 eigenaar van het monument was.
Voor de hal liggen kunstwerken in de vorm van uitvergrote eieren als icoon voor de historische eierhal. De eieren zijn ontworpen van Alice Helenklaken en worden gebruikt als speelobject.